# Yu Jeong-mi
Yu Jeong-mi (koreanisch 유정미; * 2. April 1994) ist eine südkoreanische Leichtathletin, die sich auf den Weitsprung spezialisiert hat und auch im Sprint an den Start geht.

## Sportliche Laufbahn
Erste internationale Erfahrungen sammelte Yu Jeong-mi im Jahr 2025, als sie bei den Asienmeisterschaften in Gumi mit einer Weite von 6,12 m den sechsten Platz belegte.
2021 wurde Yu südkoreanische Meisterin im Weitsprung sowie 2022 im 100-Meter-Lauf und 2022 und 2023 in der 4-mal-100-Meter-Staffel.

## Persönliche Bestleistungen
- 100 Meter: 11,61 s (+1,3 m/s), 24. Mai 2022 in Iksan
- Weitsprung: 6,46 m (+2,0 m/s), 6. Juli 2022 in Goseong